# Jarroto 1-e
Il lago Jarroto 1-e (in russo Яррото первое?; Jarroto primo), chiamato anche Jaroto o Jarato (Ярото, Ярато) è un lago salato della Russia situato sulla penisola Jamal. Amministrativamente si trova nel Jamalskij rajon del Circondario autonomo Jamalo-Nenec.
Il lago è collegato al mare di Kara dal fiume Juribej che sfocia nella baia della Bajdarata; è alimentato prevalentemente dalla neve e gela da ottobre a giugno. A brevissima distanza, a nord-ovest, si trova il lago Jarroto 2-e.
Sulla riva del lago, nella parte settentrionale, sono stati ritrovati i resti di un luogo sacro dei Nenci. Sulla sponda occidentale sono stati rinvenuti i resti di otto accampamenti dell'età del ferro, tra cui vasi di terracotta.